# Aleksandar Mitrović (football)
Pour les articles homonymes, voir Aleksandar Mitrović.
Aleksandar Mitrović (en serbe en écriture cyrillique : Александар Митровић), né le 16 septembre 1994 à Smederevo en Yougoslavie (auj. en Serbie), est un footballeur international serbe qui joue au poste d'attaquant au Al-Hilal FC.

## Biographie

### Premières années
Né à Smederevo, Mitrović arrive au Partizan Belgrade à l'âge de 11 ans et évolue dans toutes les équipes de jeunes du club de la capitale. Il fait ses débuts professionnels avec le FK Teleoptik, club filiale du Partizan lors de la saison 2011-2012, marquant 7 buts en 25 matchs de championnat.

### Partizan Belgrade  (2012-2013)
Le 27 juin 2012, avec deux coéquipiers du Teleoptik, Mitrović signe son premier contrat pro avec le Partizan pour une durée de quatre ans. Il fait ses débuts officiels pour le club dans un match de qualification pour la Ligue des champions face au Valletta FC, marquant un but neuf minutes après son entrée en jeu. Le 23 août 2012, Mitrović marque de la tête contre Tromsø lors du tour de qualification de la Ligue Europa. Trois jours plus tard, il marque son premier but en championnat face à Jagodina. Le 17 novembre 2012, Mitrović marque le premier but lors de son premier derby, perdu 3-2 contre l'Étoile rouge de Belgrade. Cinq jours plus tard, il marque lors d'un match nul 1-1 contre Neftchi Bakou en phase de groupes de la Ligue Europa. À la fin de sa première saison, Mitrović est le meilleur buteur de Partizan toutes compétitions confondues avec 15 buts en 36 matches, alors qu'il est l'un des plus jeunes joueurs de l'équipe. En raison de ses performances, il est élu dans l'équipe-type du championnat serbe.

### RSC Anderlecht (2013-2015)
Le 12 août 2013, après beaucoup de spéculations, le site officiel du Partizan annonce que Mitrović est vendu à Anderlecht et qu'il rejoindra le club belge le 30 août 2013 à la demande du joueur et sa famille. Le montant de transfert est de 5 M€, ce qui est le record de transfert pour le club d'Anderlecht et le championnat de Belgique. Ce record est ensuite battu un an plus tard, par le transfert de Steven Defour. Le 1er septembre 2013, Mitrović donne deux passes décisives lors de ses débuts pour le club bruxellois après son entrée en seconde période dans un match de championnat contre Zulte Waregem.
La semaine suivante, lors de la septième journée de la Jupiler Pro League, il inscrit ses deux premiers buts lors du large succès d'Anderlecht 5 à 0 face au FC Malines.
Le 10 décembre 2013, lors de la sixième journée de phase de poule de la Ligue des champions contre l'Olympiakos, Mitrović prend place dans les buts à la suite de l'exclusion du gardien Silvio Proto qui avait commis une faute dans la surface de réparation, mais ne réussit pas cependant à arrêter le penalty d'Alejandro Domínguez, bien qu'il soit parti du bon côté.
Avec 16 buts inscrits lors de sa première saison, il est l'un des grands artisans du titre de champion de Belgique. Mais malheureusement, du côté négatif, il y a également deux exclusions, à chaque fois lors du même déplacement chez le rival du FC Bruges. La première fois, c'est à la suite d'un crachat en direction du public lors de la rentrée au vestiaire, et la seconde fois lors d'une altercation et simulation, avec le Brugeois Björn Engels.
Lors du mercato estival 2014, Anderlecht refuse une offre de 12 M€ de la part d'un club dont l'identité reste inconnue.

### Newcastle United (2015-2018)
Annoncé un peu partout en Europe dont à Newcastle mais surtout à Porto, ce sont finalement les Magpies qui signent le joueur pour cinq ans et contre environ 18 M€. Il joue son premier match le 9 août 2015, lors de la première journée de la saison 2015-2016 de Premier League face au Southampton FC. Il entre en jeu à la place de Papiss Cissé et les deux équipes se neutralisent (2-2).

#### Prêt au Fulham FC (2018)
Le 31 janvier 2018, il est prêté à Fulham. Avant sa venue, Fulham est en milieu de tableau, à la fin de saison le club de Londres sera en play-offs et les gagnera face à Aston Villa, le club montera en Premier League, Mitrović devenant un héros pour les supporters des Cottagers de Fulham.

### Fulham FC (2018-2023)
Le 1er février 2018, Mitrović a rejoint le club de Fulham en prêt jusqu'à la fin de la saison. Au cours de la journée de préparation, Mitrović était sur le point de rejoindre Bordeaux, puis son ancien club d'Anderlecht, mais les deux mouvements ont échoué, et après une discussion avec leur manager, le serbe Slaviša Jokanović, il a décidé de rejoindre Fulham. Le 3 février, Mitrović a fait ses débuts avec le club de West London lors d'une victoire 2-0 contre Nottingham Forest, et a failli marquer, mais son tir de la tête a été repoussé par Joe Worrall. Le 21 février, Mitrović a marqué son premier but pour le club lors d'un match nul 1-1 avec Bristol City, donnant ainsi le coup d'envoi d'une série de six buts en quatre matches. Au cours des six matchs disputés par Fulham en avril, Mitrović a marqué cinq fois, dont des buts victorieux contre Sheffield Wednesday et Sunderland. Grâce à sa prolifique carrière en mars et avril, il a été élu deux fois de suite joueur du mois du championnat.
Mitrović a terminé la saison avec douze buts, soit quatre de moins que le meilleur buteur Ryan Sessegnon, Fulham n'ayant pas obtenu de promotion automatique lors de la dernière journée, s'inclinant 3-1 face à Birmingham City ; sa première défaite en championnat de l'année civile. Le but contre Sunderland s'est avéré être le dernier pour le club pendant sa période de prêt, car il n'a pas marqué lors des play-offs, mais il a débuté en finale des play-offs, Fulham battant Aston Villa 1-0.
Le 30 juillet, Mitrović a signé pour Fulham de façon permanente pour un montant initial de 22 millions de livres, pouvant atteindre 27 millions de livres. Il a signé un contrat de cinq ans allant jusqu'en juin 2023. Le 18 août, il a marqué l'égalisation dans une éventuelle défaite 3-1 contre Tottenham Hotspur, d'une tête inventive sur un centre à ras de terre de Sessegnon. Mitrović a marqué trois buts lors des deux matchs suivants de Fulham contre Burnley et Brighton & Hove Albion, bien que ce soit sa main qui ait entraîné un penalty pour cette dernière équipe, converti par Glenn Murray. Le 24 novembre, et lors du premier match de Claudio Ranieri aux commandes, Mitrović a marqué un doublé lors de la victoire 3-2 contre Southampton, mettant fin à une série de six matches de championnat sans but. Le 29 décembre, contre Huddersfield Town, Mitrović s'est disputé avec Aboubakar Kamara pour obtenir un penalty ; le tir de Kamara a été arrêté par Jonas Lössl. Huit minutes plus tard, il a marqué l'unique but du match. Alors que Ranieri était furieux de la décision de Kamara de tirer le penalty, Mitrović a été plus indulgent envers le Français, en se référant à un incident similaire qu'il a eu en jouant pour Newcastle United. En janvier 2019, Kamara a eu une autre altercation avec Mitrović au cours d'une séance de yoga sur le terrain d'entraînement du club, ce qui a entraîné une série d'événements qui ont vu le Français quitter le club en prêt. Le 29 janvier, Mitrović a marqué un doublé contre Brighton & Hove Albion. Son deuxième but était son dixième de la saison, et ce faisant, il a battu son meilleur des neuf buts précédents en Premier League. Il s'agissait également de son vingtième but en Premier League, et à ce moment-là, il avait marqué cinq buts chacun sous la houlette de ses quatre derniers managers : Steve McClaren, Rafael Benítez, Slaviša Jokanović et Claudio Ranieri. Cependant, il ne marquera pas de nouveau avant d'avoir gagné et converti un penalty contre Bournemouth le 20 avril, mais à ce moment-là, Fulham avait été relégué de la Premier League.
Le 9 juillet, il a signé un nouveau contrat de cinq ans, prolongeant l'accord jusqu'en juin 2024. Mitrović a commencé la saison en grande forme, marquant cinq buts en six matches. En octobre, il a recommencé à marquer des buts avec six buts en cinq matches, dont un triplé contre Luton Town. Il a ensuite été nommé Joueur du mois du championnat, égalant le record avec son ancien coéquipier Dwight Gayle.
Le 23 février 2022, en inscrivant un but lors de la 34e journée de Championship face à Peterborough, il devient le meilleur buteur de l'histoire de la compétition créée en 2004 avec 32 buts.
Le lundi 2 mai 2022, le Serbe bat le record de buts inscrits en une saison de Championship, record qui avait été établi en 1993. Double buteur lors de la victoire de Fulham face à Luton 7-0, Aleksandar Mitrović a inscrit ses 42e et 43e réalisations de la saison,,.
De retour en Premier League avec Fulham, Mitrović se met en évidence dès la première journée de la saison 2022-2023, le 6 août 2022, en réalisant un doublé face au Liverpool FC. Les deux équipes se neutralisent toutefois ce jour-là (2-2 score final),.

### Al-Hilal FC (depuis 2023)
Le 19 août 2023, Aleksandar Mitrović signe à Al-Hilal FC après avoir forcé son départ de Fulham.

### Équipe nationale
Avec quatre buts, Mitrović est le meilleur buteur de l'équipe nationale serbe moins de 19 ans dans sa campagne qualificative pour l'Euro -19 ans 2012. Le 3 juillet 2012, lors du match d'ouverture de l'Euro, il est expulsé face à la France, ce qui lui fait rater le reste de la compétition en raison de la suspension.
Le 26 mars 2013, Mitrović marque deux buts lors d'un match amical pour l'équipe espoirs de Serbie contre la Bulgarie.
Mitrović est appelé pour la première fois en équipe nationale senior de Serbie par l'entraîneur Siniša Mihajlović pour un match qualificatif pour la Coupe du monde 2014 contre la Belgique. Il joue 69 minutes lors de ses débuts et reçoit un carton jaune après avoir marché sur le pied d'Axel Witsel, avant d'être remplacé par Marko Šćepović (en). Par la suite, Mitrović est appelé par l'entraîneur des -19 ans Ljubinko Drulović pour l'Euro -19 ans 2013, où il est l'un des joueurs clés de l'équipe serbe qui remporte la compétition pour la première fois dans l'histoire du football serbe. Il contribue au titre en marquant un but et en fournissant deux passes lors du tournoi (y compris une lors de la finale contre la France). En outre, Mitrović est nommé meilleur joueur du tournoi.
Le 6 septembre 2013, Mitrović inscrit son premier but en équipe nationale lors d'un match nul 1-1 contre la Croatie.
Le 9 juin 2018, Mitrović inscrit son premier triplé en équipe nationale contre la Bolivie lors d'une large victoire 5-1 en match de préparation pour le Mondial 2018. Il participe ensuite à la Coupe du monde 2018 et marque un but face à la Suisse. Il permet aussi à Aleksandar Kolarov de marquer un coup franc direct contre le Costa Rica en obtenant la faute.
En novembre 2020, lors de la finale des barrages de la Ligue C des éliminatoires du Championnat d'Europe 2020, Mitrović rate l'ultime tir au but du match, permettant à l'Écosse de se qualifier pour l'Euro 2020.
Le 27 mars 2021, Mitrović bat le record du nombre de buts en sélection en inscrivant un but contre le Portugal dans le cadre des éliminatoires de la Coupe du monde 2022. Auteur de 39 buts, il dépasse ainsi Stjepan Bobek qui en a inscrit 38 entre 1946 et 1956, alors qu'il évoluait pour la Yougoslavie, équipe ancêtre de la Serbie.
Le 11 novembre 2022, il est sélectionné par Dragan Stojković pour participer à la Coupe du monde 2022. Il s'illustre dans la compétition en marquant deux buts : face au Cameroun et face à la Suisse au premier tour.
Il est retenu dans la liste des 26 joueurs serbes du sélectionneur Dragan Stojković pour participer à l'Euro 2024.

## Statistiques

### Statistiques détaillées
| Saison                | Club                  | Championnat           | Championnat | Championnat | Coupe nationale | Coupe nationale | Coupe de la Ligue | Coupe de la Ligue | Supercoupe | Supercoupe | Compétition(s) continentale(s) | Compétition(s) continentale(s) | Compétition(s) continentale(s) | Plays-off | Plays-off | Serbie | Serbie | Total | Total |
| Saison                | Club                  | Division              | M.          | B.          | M.              | B.              | M.                | B.                | M.         | B.         | Comp.                          | M.                             | B.                             | M.        | B.        | M.     | B.     | M.    | B.    |
| 2011-2012             | Teleoptik Zemun       | Prva Liga             | 25          | 7           | 1               | 0               | -                 | -                 | -          | -          | -                              | -                              | -                              | -         | -         | -      | -      | 26    | 7     |
| 2012-2013             | Partizan Belgrade     | SuperLiga             | 25          | 10          | 2               | 2               | -                 | -                 | -          | -          | C1+C3                          | 2+7                            | 1+2                            | -         | -         | 1      | 0      | 37    | 15    |
| 2013-2014             | Partizan Belgrade     | SuperLiga             | 3           | 3           | 0               | 0               | -                 | -                 | -          | -          | C1+C3                          | 1+2                            | 0+0                            | -         | -         | 1      | 0      | 7     | 3     |
| Sous-total            | Sous-total            | Sous-total            | 28          | 13          | 2               | 2               | -                 | -                 | -          | -          | -                              | 12                             | 3                              | -         | -         | 2      | 0      | 44    | 18    |
| 2013-2014             | RSC Anderlecht        | Jupiler Pro League    | 23+9        | 13+3        | 1               | 0               | -                 | -                 | -          | -          | C1                             | 6                              | 0                              | -         | -         | 4      | 1      | 43    | 17    |
| 2014-2015             | RSC Anderlecht        | Jupiler Pro League    | 27+10       | 14+6        | 6               | 4               | -                 | -                 | 1          | 1          | C1+C3                          | 5+2                            | 2+1                            | -         | -         | 7      | 0      | 58    | 28    |
| Sous-total            | Sous-total            | Sous-total            | 69          | 36          | 7               | 4               | -                 | -                 | 1          | 1          | -                              | 13                             | 3                              | -         | -         | 11     | 1      | 101   | 45    |
| 2015-2016             | Newcastle United      | Premier League        | 34          | 9           | 1               | 0               | 1                 | 0                 | -          | -          | -                              | -                              | -                              | -         | -         | 9      | 3      | 45    | 12    |
| 2016-2017             | Newcastle United      | Championship          | 25          | 4           | 2               | 0               | 2                 | 2                 | -          | -          | -                              | -                              | -                              | -         | -         | 6      | 5      | 35    | 11    |
| 2017-2018             | Newcastle United      | Premier League        | 6           | 1           | 0               | 0               | 1                 | 1                 | -          | -          | -                              | -                              | -                              | -         | -         | 5      | 2      | 12    | 4     |
| Sous-total            | Sous-total            | Sous-total            | 65          | 14          | 3               | 0               | 4                 | 3                 | -          | -          | -                              | -                              | -                              | -         | -         | 20     | 10     | 92    | 27    |
| 2017-2018             | Fulham FC (prêt)      | Championship          | 17          | 12          | 0               | 0               | 0                 | 0                 | -          | -          | -                              | -                              | -                              | 3         | 0         | 7      | 6      | 27    | 18    |
| 2018-2019             | Fulham FC             | Premier League        | 37          | 11          | 1               | 0               | 1                 | 0                 | -          | -          | -                              | -                              | -                              | -         | -         | 9      | 8      | 48    | 19    |
| 2019-2020             | Fulham FC             | Championship          | 41          | 26          | 0               | 0               | 0                 | 0                 | -          | -          | -                              | -                              | -                              | -         | -         | 4      | 6      | 45    | 32    |
| 2020-2021             | Fulham FC             | Premier League        | 27          | 3           | 2               | 0               | 2                 | 1                 | -          | -          | -                              | -                              | -                              | -         | -         | 11     | 11     | 42    | 15    |
| 2021-2022             | Fulham FC             | Championship          | 44          | 43          | 2               | 0               | 0                 | 0                 | -          | -          | -                              | -                              | -                              | -         | -         | 10     | 4      | 56    | 47    |
| 2022-2023             | Fulham FC             | Premier League        | 24          | 14          | 3               | 1               | 0                 | 0                 | -          | -          | -                              | -                              | -                              | -         | -         | 7      | 6      | 34    | 21    |
| 2023-2024             | Fulham FC             | Premier League        | 1           | 0           | -               | -               | -                 | -                 | -          | -          | -                              | -                              | -                              | -         | -         | -      | -      | 1     | 0     |
| Sous-total            | Sous-total            | Sous-total            | 191         | 109         | 8               | 1               | 3                 | 1                 | -          | -          | -                              | -                              | -                              | 3         | 0         | 48     | 41     | 253   | 152   |
| 2023-2024             | Al-Hilal FC           | Pro League            | 28          | 28          | 4               | 4               | -                 | -                 | -          | -          | AFC                            | 10                             | 8                              | -         | -         | 13     | 6      | 55    | 46    |
| 2024-2025             | Al-Hilal FC           | Pro League            | 23          | 19          | 3               | 0               | -                 | -                 | 2          | 3          | AFC                            | 8                              | 6                              | -         | -         | 6      | 4      | 42    | 32    |
| Sous-total            | Sous-total            | Sous-total            | 51          | 45          | 7               | 4               | 0                 | 0                 | 2          | 3          | -                              | 18                             | 14                             | 0         | 0         | 19     | 10     | 97    | 76    |
| Total sur la carrière | Total sur la carrière | Total sur la carrière | 429         | 226         | 28              | 11              | 7                 | 4                 | 3          | 4          | -                              | 43                             | 20                             | 3         | 0         | 102    | 62     | 615   | 327   |

## Palmarès

### En club
- Partizan Belgrade :
  - Champion de la Super liga Srbije en 2013.
  - Vice-champion de la Super liga Srbije en 2014.

- RSC Anderlecht :
  - Champion de la Jupiler Pro League en 2014.
  - Vainqueur de la Supercoupe de Belgique en 2014.
  - Finaliste de la Coupe de Belgique en 2015.

- Newcastle United :
  - Champion de Championship en 2017.

- Fulham :
  - Champion de Championship en 2022.

- Al-Hilal :
  - Champion de la Saudi Pro League en 2024.
  - Vainqueur de la Coupe du Roi des champions d'Arabie saoudite en 2024.
  - Vainqueur de la Supercoupe d'Arabie saoudite en 2023 et 2024.

### En sélection
- Serbie -19 ans :
  - Vainqueur du Championnat d'Europe des moins de 19 ans en 2013.

### Distinctions personnelles
- Joueur Serbe de l'année en 2018
- Membre de l'équipe-type de la Super Liga serbe en 2012-2013
- Meilleur joueur du Championnat d'Europe des moins de 19 ans en 2013
- Meilleur buteur du Championnat de Belgique en 2015 avec 20 buts
- Meilleur buteur de la Ligue des nations 2018-2019 avec 6 buts
- Meilleur buteur du Championnat d'Angleterre de deuxième division en 2020 avec 26 buts et 2022 avec 43 buts
- Meilleur joueur du Championnat d'Angleterre de deuxième division en 2019-2020 et 2021-2022
- Membre de l'équipe type du Championnat d'Angleterre de deuxième division en 2019-2020 et 2021-2022